# 이르밍거 해류
이르밍거 해류(Irminger Current)는 아이슬란드 남서부 해안에서 서쪽으로 향하는 북대서양 해류이다. 북대서양 해류에 의해 북대서양 동부로부터 흘러오는 상대적으로 따뜻하고 염기가 있는 물로 구성된다. 이르밍거 해류는 북대서양 아환대 해류의 일부이다. 이 해류의 이름은 덴마크의 해군 중장 칼 루드비그 Carl Ludvig Christian Irminger(1802~1888년)의 이름을 따서 지어졌다.

## 같이 보기
- 이르밍거해
- 해류
- 환류 (해양학)
- 물리해양학